# Harpest
Harpest, eller tularemi, är en infektionssjukdom, zoonos (det vill säga en sjukdom som sprids mellan människor och djur), som klarlades i samband med ett misstänkt pestutbrott bland jordekorrar 1911. Året därpå isolerades bakterien från gnagare i Tulare County i Kalifornien och 1914 diagnostiserades det första fallet hos människa. Bakterien har senare fått det vetenskapliga namnet Francisella tularensis.
Det första dokumenterade fallet i Skandinavien rapporterades från Skien i Telemark 1930 och året därpå anmäldes i Sverige 27 fall hos människa och några från harar. Senare utbrott har mest förekommit i landets norra delar. Den värsta epidemin inträffade år 1967 med 2739 anmälda kliniska fall varav 1798 laboratorieverifierades och även viltfaunan reducerades.
Bakterien förekommer i två kliniskt relevanta former: en mer virulent underart F. tularensis subsp. tularensis (typ A) som bara finns i Nordamerika och en mildare F. tularensis subsp. holarctica (typ B) som finns spridd över hela norra halvklotet, bland annat i Sverige.
Bakterien förekommer i blod, organ, kroppsvätskor, urin och avföring, och kan hålla sig infektionsduglig i muskulatur 4–5 veckor, även vid förruttnelse, kyla och uttorkning. Bakterien dör snabbt och lätt vid upphettning till 60 °C, till exempel i tvättmaskin.

## Smittspridning
Smittan sprids genom kontakt med sjuka djur, myggbett, fästingbett, eller genom inandning av förorenat damm (jordbävning), myggbett  En oväntad källa till smitta är äldre husgolv, väggar och tak som hemmafixare kan råka ut för. Även sorkfeber kan smitta på detta sätt.

## Symptom
Hos hare har smittan ett snabbt förlopp, efter inkubationstid på mindre än ett dygn blir hararna apatiska, slutar äta och dricka, reagerar knappt på något. Symptomen är aggressivitet, de anfaller med frambenen och försöker bitas, påskyndad andning samt lös, fuktig spillning. Döden inträffar efter 3–5 dygn.
Hos människan är symptomen plötslig feber, frossa, huvudvärk, diarré, muskel- och ledvärk samt svaghet och utmattning. Infektion via inandning kan också ge upphov till bröstsmärtor, upphostning av blod och andningssvårigheter. Har man fått infektionen via ett fästingbett kommer det inom fem dagar att bildas ett sår med en hudrodnad runt såret och det kommer att bildas en svullen och öm lymfknut i närheten av infektionsområdet. Inkubationstiden är vanligtvis tre till fem dagar, men kan vara upp till två veckor.

## Dödlighet
Hos harar är dödligheten mycket hög, få överlever infektion. Under utbrottet i Västernorrlands län år 1967 reducerades harbeståndet med 80–90 %. Blodprov från harar som överlevt i drabbade områden har varit negativa; dessa "överlevande" djur hade alltså aldrig infekterats. 
Hos människan är dödligheten vid infektion med skandinavisk harpest, typ B, mycket låg och sjukdomen spontanläker inom loppet av några veckor. Läkningen påskyndas emellertid avsevärt med antibiotikabehandling. En sedan tidigare multisjuk äldre person i Värmland avled 2010 där harpest kan ha varit bidragande orsak. Vid harpest typ A, den i USA förekommande, är dödligheten utan behandling med antibiotika mycket högre, 10–60 % och även med antibiotikabehandling anges den vara upp till 4 %.

## Känsliga djurarter
Känsliga djurarter är harar, sorkar, lämlar, vildkanin, ekorre, europeisk bäver och en stor mängd små gnagare och vissa fåglar. Tillfällig nedsättning av allmäntillståndet kan underlätta anslag av sjukdomen. Bland drabbade skogsharar i Sverige har 75 procent varit honor. Sjukdomen finns rapporterad hos över 300 olika arter.